# 三合面
三合面是指用文火炒好的面粉加入红葱头（油炸）、白糖、芝麻末并搅拌均匀的食物。

## 传说
- 戚继光一说：相传明朝嘉靖45年（公元1566年）戚继光在福建东南沿海抵抗倭寇时，为了方便携带食物。于泉州知府成庆一起发明的[1]。由于制作好的三合面可以直接用布包好背在身上，所以就成了行军干粮。

- 石狮蚶江林九贼一说：清朝末年，从南洋林九贼回到家乡经营小吃店铺，在经营中慢慢摸索出三合面的配方，从而广受欢迎。[2]

## 制作以及食用方法
三合面的制作：将面粉放入炒锅中文火慢慢烘焙，烘焙到微黄。在加入用猪油炸好的红葱头以及芝麻末，拌匀晾晒。
食用时取一碗加入适当的三合面冲入滚水均匀搅拌即可食用。